# Thomas Dennerlein

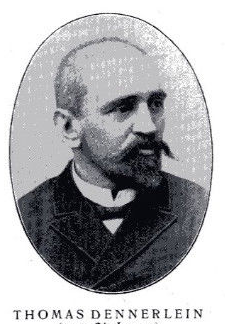
Thomas Dennerlein

Thomas Dennerlein (* 27. Januar 1847 in Mitterteich; † 24. Januar 1903 in München) war ein bayerischer Bildhauer und Professor. Er wirkte vor allem in München, wo er viele monumentale Plastiken schuf. Seine Werke dienten zumeist als Schmuck öffentlicher Gebäude. Da seine Werke während des Zweiten Weltkriegs vollständig zerstört wurden, ist der Künstler heute kaum mehr bekannt. Nur zeitgenössische Fotografien sind von einem Großteil seines Schaffens erhalten geblieben.

## Leben

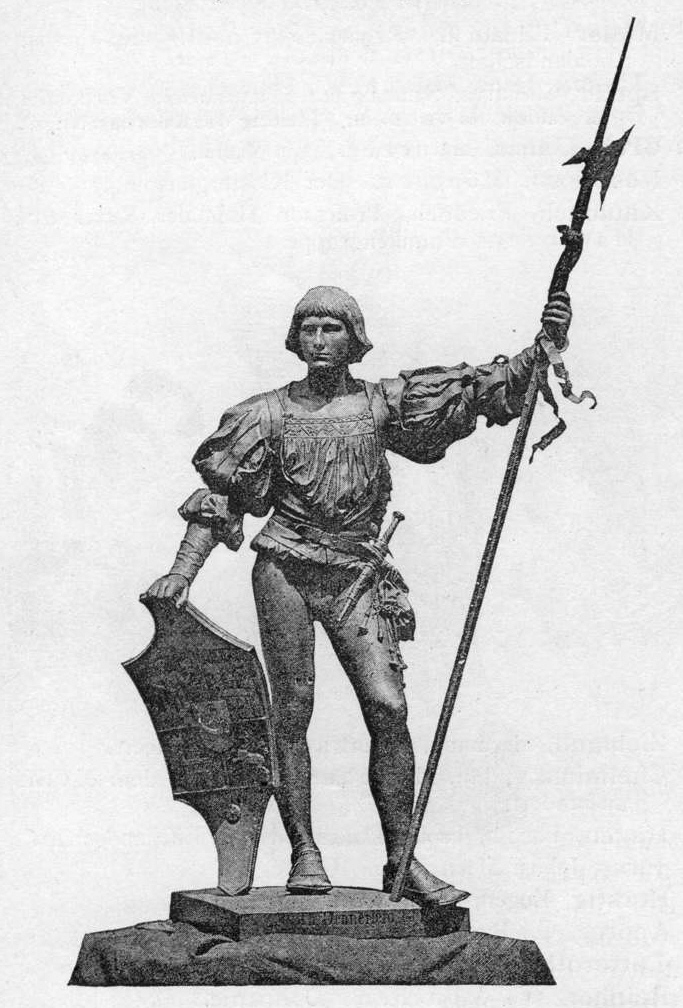
Thomas Dennerlein: Page im Costüme des 16. Jahrhunderts, Gipsstatue (aus dem Katalog der internationalen Kunstausstellung im Glaspalast in München, 1883)

Thomas Dennerlein wurde am 27. Januar 1847 in Mitterteich in der nördlichen Oberpfalz geboren. Er hatte drei Geschwister. Sein Vater, Adam Dennerlein, war Kantor und Lehrer im Ort. In den Jahren 1859 bis 1864 besuchte Dennerlein die Kunstgewerbeschule in München. Er fiel dort als begabter Schüler auf und erhielt ein staatliches Stipendium. Nach der Schule unternahm der Künstler Studienreisen nach Italien.
Thomas Dennerlein wurde stark von Gottfried von Neureuther beeinflusst, welcher damals Königlicher Oberbaurat und Architekt in München war und dort einige monumentale Bauten errichtete. Neureuther beauftragte Thomas Dennerlein mit der plastischen dekorativen Ausstattung seiner Bauwerke, wobei sich Dennerlein vom Stil her stark an der griechischen Antike orientierte. Neben diesen klassizistischen, monumentalen Werken schuf Dennerlein auch Kleinplastiken, die nicht so eindeutig dem Klassizismus zugerechnet werden können, sondern auch Elemente des zeitgenössischen Naturalismus erkennen lassen.
1883 wurde Thomas Dennerlein in das Zentral-Komitee der III. Internationalen Kunstausstellung in München aufgenommen. Von 1893 fungierte er als Jury-Obmann bei der Jahresausstellung der Münchener Künstlergenossenschaft. Im Jahr 1897 wurde Thomas Dennerlein zum königlichen Professor ernannt. Mit seiner Aufnahme in das künstlerische Sachverständigenverzeichnis 1901 galt Dennerlein als anerkannter Experte für griechische Antike, italienische Renaissance und barocke Kunst. Thomas Dennerlein starb 1903 im Alter von 55 Jahren in München.

## Grabstätte

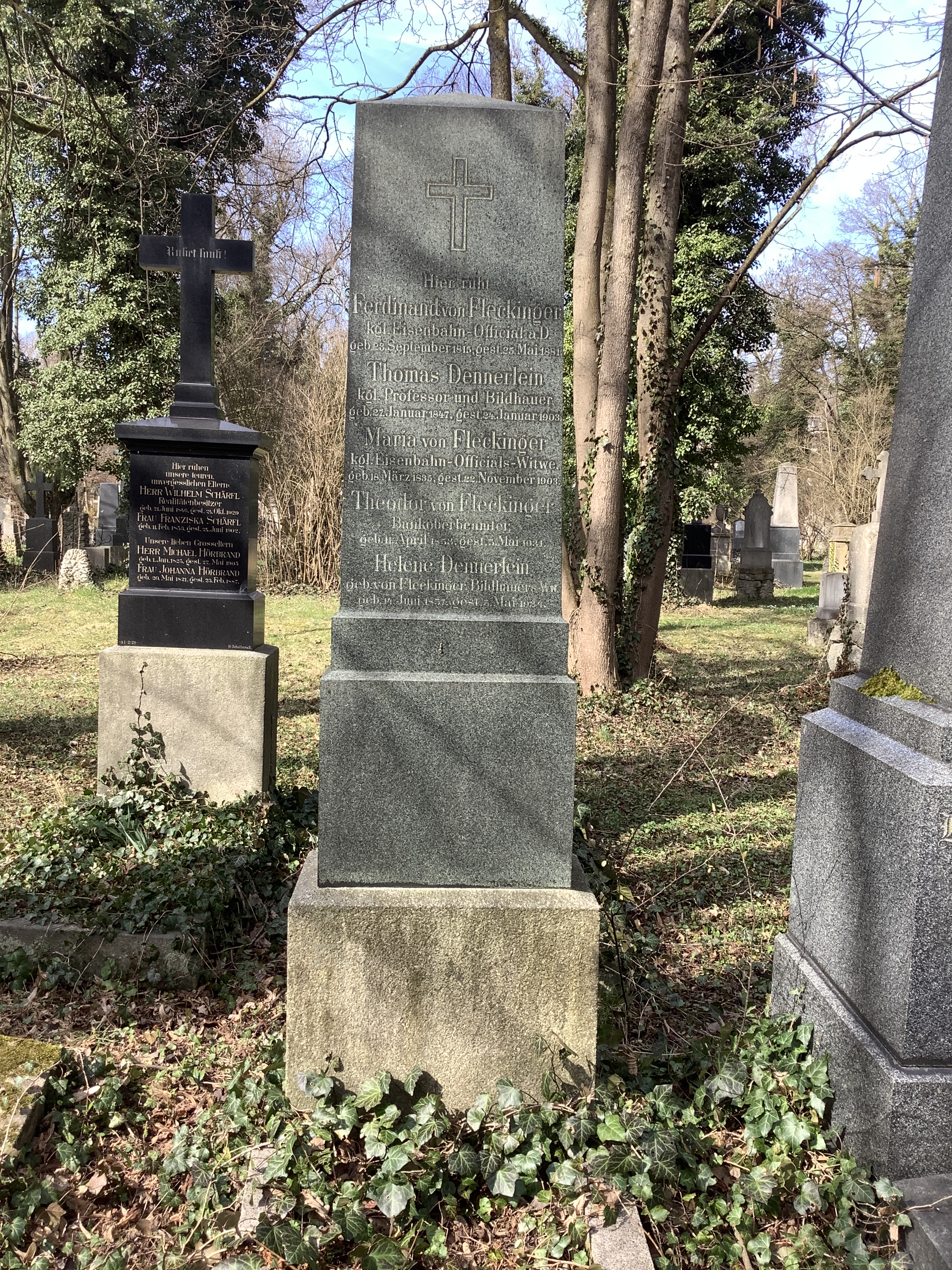
Grab von Thomas Dennerlein auf dem Alten Südlichen Friedhof in München

Die Grabstätte von Thomas Dennerlein befindet sich auf dem Alten Südlichen Friedhof in München (Gräberfeld 31 – Reihe 1 – Platz 22) Standort.

## Namensgeber für Straße
Nach Thomas Dennerlein wurde 1963 (Erstnennung) in München im Stadtteil Englschalking (Stadtbezirk 13 – Bogenhausen) die Dennerleinstraße⊙ benannt.
In seiner Geburtsstadt Mitterteich wurde der Dennerleinplatz nach Thomas Dennerlein benannt und ein Gedenkstein erinnert dort an ihn (49° 57′ 11,6″ N, 12° 14′ 7,5″ O).

## Bedeutende Werke (Beispiele)

### Monumentale Werke in München (im Zweiten Weltkrieg zerstört)
- Terrakotta-Statue der Pallas Athene auf der Akademie der bildenden Künste (1886)
- „Feuer und Wasser“, „Handel und Gewerbe“ „Wahrheit und Gerechtigkeit“, allegorische Figuren am Münchener Hauptbahnhof
- „Wahrheit“ und „Forschung“, Plastiken am Justizpalast
- „Chemie“ und „Mathematik“, Plastiken an der Luitpold-Oberrealschule
- „Industrie“, Plastik an der Hypotheken- und Wechselbank

### Kleinplastische Werke
- Kruzifix für die Krypta der herzöglichen Familie in Coburg
- Büste des Dichters Karl Stieler in Tegernsee

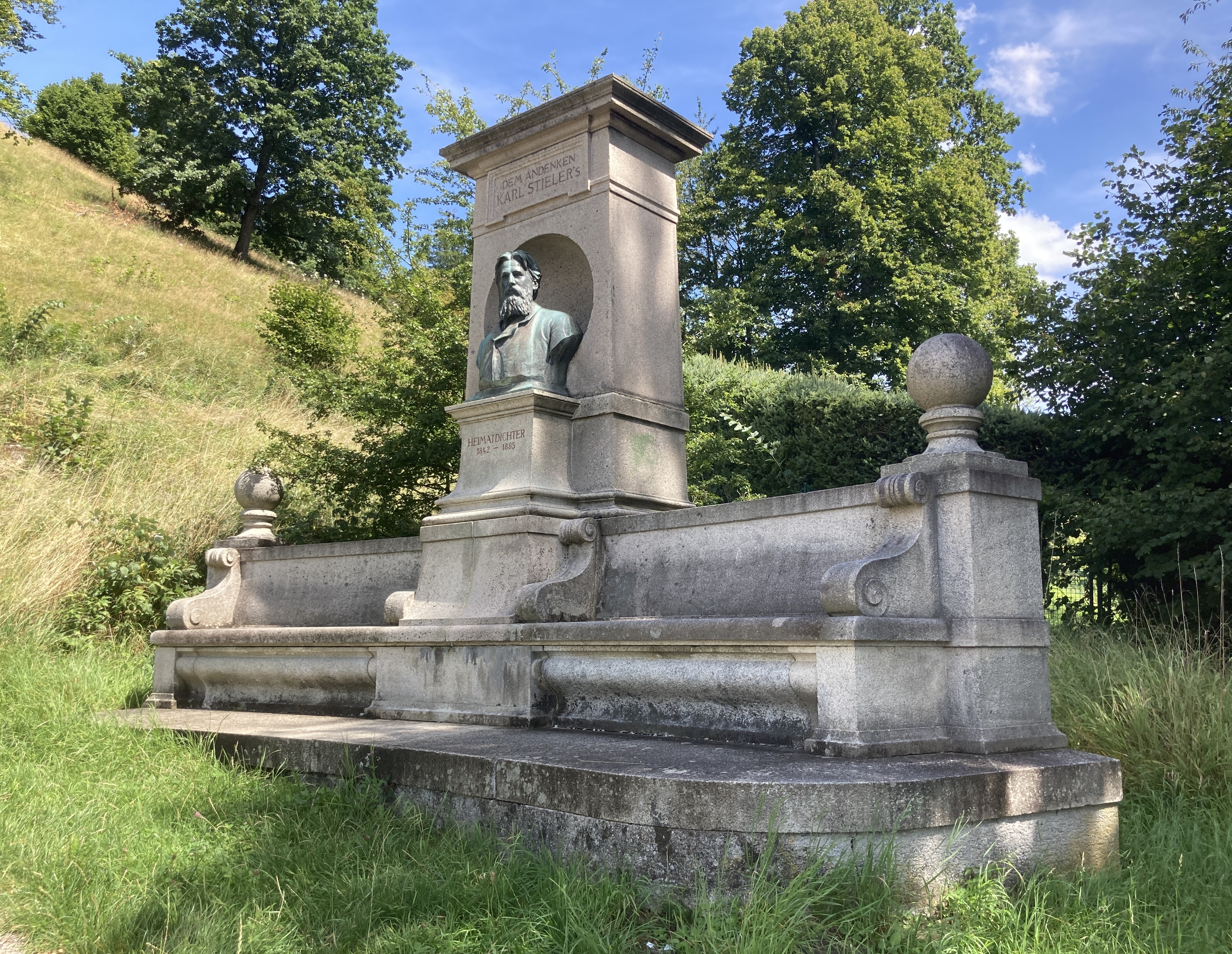
Das Stieler-Denkmal in Tegernsee [https://geohack.toolforge.org/geohack.php?pagename=Liste_der_Baudenkm%C3%A4ler_in_Tegernsee&language=de¶ms=47.70271_N_11.76156_E_region:DE-BY_type:building&title=Stieler+Denkmal%2C+Denkmal+f%C3%BCr+den+Dichter+Karl+Stieler=Lage Lageplan

## Auszeichnungen
Thomas Dennerlein wurde für sein künstlerisches Werk mehrfach ausgezeichnet. Beispielsweise erhielt er 1882 eine Silbermedaille auf der Bayerischen Landes-, Gewerbe- und Kunstausstellung in Nürnberg. Bei der Internationalen Kunstausstellung in München 1897 erreichte er ebenfalls Platz zwei. 1896 wurde Dennerlein mit der Verleihung des Verdienstordens vom Hl. Michael ausgezeichnet.